# Sektor (računalništvo)
Sektor je v računalniški strojni opremi enota, ki vsebuje določeno dolžino podatkov. Tipična velikost sektorja na trdem disku je 512 bajtov.